# Letsie al III-lea al Lesotho
Letsie al III-lea (născut David Mohato Bereng Seeiso; 17 iulie 1963) este regele statului Lesotho. I-a succedat tatălui său Moshoeshoe al II-lea al Lesotho când acesta din urmă a fost obligat să plece în exil în 1990. Domnia tatălui său a fost pentru scurt timp restaurată în 1995, dar curând el a murit într-un accident de mașină la începutul anului 1996 și Letsie a devenit rege din nou. Ca monarh constituțional, cele mai multe îndatoriri ale regelui în calitate de monarh a Lesotho sunt ceremoniale.
1. ↑   http://www.nytimes.com/aponline/2015/02/27/world/africa/ap-af-zimbabwe-mugabes-role-.html Lipsește sau este vid: |title= (ajutor)